# Mukin-abua
Mukin-abua, Kinu-abua lub Kenu-abua (akad. Mukīn-abūa, Kīnu-abūa lub Kēnu-abūa; w transliteracji z pisma klinowego zapisywane mGIN-AD-u-a) – wysoki dostojnik, gubernator prowincji Tuszhan za rządów asyryjskiego króla Adad-nirari III (810-783 p.n.e.); według asyryjskich list i kronik eponimów w 794 r. p.n.e. pełnić miał też urząd eponima (akad. limmu).